# Super Junior
Super Junior ( coreeană 슈퍼주니어  ; Syupeo Junieo ), cunoscută și sub numele de SJ sau SuJu, este o trupă de băieți sud-coreeană formată pe 6 noiembrie 2005 de producătorul Lee Soo-man de la SM Entertainment. Grupul era format din treisprezece membri. Super Junior a debutat inițial cu doisprezece membri,și anume: Leeteuk, Heechul, Hangeng, Yesung, Kangin, Shindong, Sungmin, Eunhyuk, Siwon, Donghae, Ryeowook și Kibum. Kyuhyun s-a alăturat grupului mai târziu, în anul 2006. 
Super Junior au ajuns cunoscuți la nivel internațional în urma lansării celui mai bine vândut single al lor intitulat Sorry, Sorry  în 2009. Acesta din urmă fiind și titlul celui mai vândut album al lor.   De-a lungul anilor, grupul a fost împărțit în grupuri mai mici, care vizau diferite industrii muzicale. Membrii trupei au activat în industrie atât împreună, cât și în mod individual. Astfel unii dintre ei au chochetat cu actoria, găzduirea de show-uri de televiziune și producerea de albume solo. Cu sucesul lor fiind evident în diversele ramuri ale televiziunii, alte case de producții au început de asemenea să-și pregătescă artiștii în acest sens.
În 2009, Hangeng a intentat un proces împotriva SM Entertainment din cauza termenilor nefavorabili ai contractului său. Acesta a părăsit oficial trupa în 2011. În 2015, contractul lui Kibum cu SM Entertainment s-a încheiat, iar în 2019, Kangin a părăsit grupul în mod voluntar. Începând cu anul 2019, Super Junior are 9 membri activi: Leeteuk, Heechul, Yesung, Shindong, Donghae, Eunhyuk, Siwon, Ryeowook și Kyuhyun, iar Sungmin este pe pauză din 2015.
Super Junior a fost cea mai bine vândută trupă K-pop timp de patru ani la rând. Super Junior au câștigat treisprezece premii muzicale de la Mnet Asia Music Awards, nouăsprezece de la Golden Disc Awards, și sunt al doilea grup muzical care a câștigat premiul Favorite Artist Korea la MTV Asia Awards 2008 după jtL în 2003.  În 2012, au fost nominalizați la Best Asian Act la MTV Europe Music Awards.  În 2015, au câștigat International Artist și Best Fandom la Teen Choice Awards.  În martie 2020, Super Junior și-au doborât propriul record în topul Korean Album Chart din Taiwan KKBOX timp de 122 de săptămâni consecutive din 2017, cu al 8-lea album "Play", al 8-lea album repackage "REPLAY" din 2018, al 9-lea album "Time_Slip" din 2019 și al 9-lea album repackage din acest an "TIMELESS". Numele fandom-ului lor este E.L.F (Ever Lasting Friends), ceea ce înseamnă prieteni pe vecie.

## Membri

### Activi
- Leeteuk
- Heechul
- Yesung
- Shindong
- Eunhyuk
- Donghae
- Siwon
- Ryeowook
- Kyuhyun

#### Inactivi
- Sungmin

## Sub Grupuri
- Super Junior-K.R.Y. (Kyuhyun, Ryeowook & Yesung)
- Super Junior-T (Trot)
- Super Junior-H (Happy)
- Super Junior-M (Mandarin)
- Super Junior D&E (Donghae & Eunhyuk)

## Discografie
- Twins (2005)
- Don't Don (2007)
- Sorry Sorry (2009)
- Bonamana (2010)
- Mr. Simple (2011)
- Sexy, Free & Single (2012)
- Hero (2013)
- Mamacita (2014)
- Devil (2015)
- Play (2017)
- Replay( 2018)
- Time Slip (2019)

## Legături externe
- ko Official website Arhivat în 8 noiembrie 2017, la Wayback Machine.